# Мост Струве
Да́рницкий железнодо́рожный мост (А. Е. Струве) — несохранившийся железнодорожный мост через Днепр в Киеве. На момент открытия это был самый длинный мост в Европе. Первый капитальный цельнометаллический железнодорожный мост через Днепр в Киеве. Разрушен в 1943 году.

## История
Сооружен по проекту и под руководством военного инженер-капитана Аманда Струве. Строительство моста было начато в марте 1868 года. Мост имел 11 опор и 12 пролетов по 89 м каждый. Общая длина моста составляла 1067,6 м. Мост имел одну железнодорожную колею.
Опоры моста были сооружены по кессонной технологии. 12 (24) февраля 1870 года во время испытания по мосту проехал специальный испытательный поезд в составе шести паровозов. Был освящен и открыт 13 (25) февраля 1870 года. Первое название — Днепровский мост на Киево-Курской (Курско-Киевской) железной дороге. За строительство моста 26 февраля (10 марта) 1870 года приказом императора Александра II Аманд Струве был награждён двумя военными чинами — подполковника и полковника.
В июне 1920 года мост был взорван отступавшими польскими войсками, восстановлен уже в сентябре 1920 года. 19 сентября 1941 года мост был уничтожен советскими войсками при отступлении. Во время немецкой оккупации был восстановлен, окончательно разрушен немецкими военными в конце октября — начале ноября 1943 года. После освобождения Киева за 13 суток, с 7 по 20 ноября 1943 года, железнодорожными войсками рядом был сооружен временный низководный железнодорожный мост, 20 февраля 1944 года заменённый временным высоководным. В 1949 году рядом с бывшим мостом Струве был построен двухпутный многопролётный арочный Дарницкий железнодорожный мост.
Несколько опор моста Струве сохранились, их можно увидеть чуть севернее Дарницкого железнодорожного моста.

## Изображения

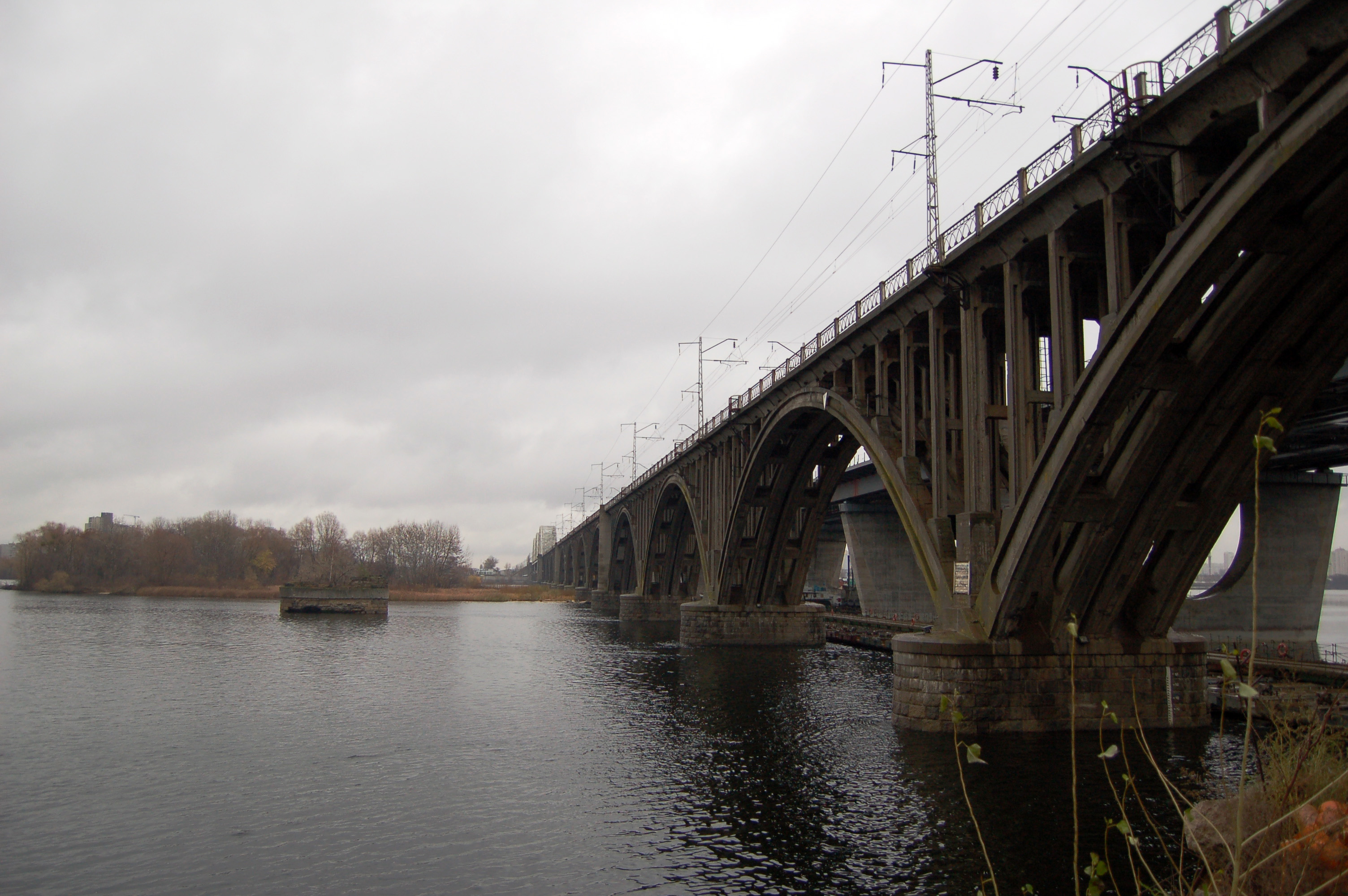
Опора бывшего моста Струве поблизости действующего железнодорожного моста
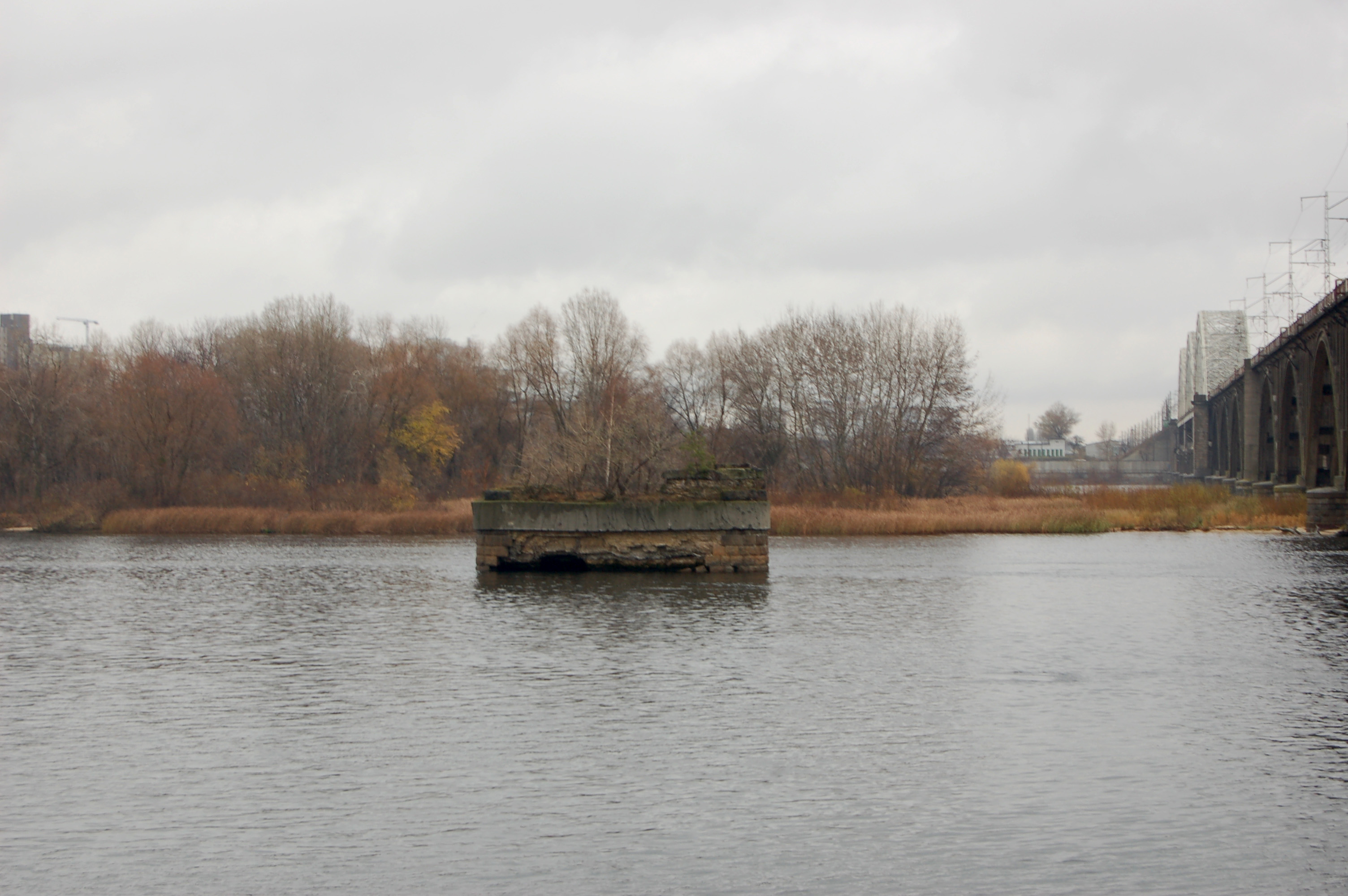
Опора бывшего моста
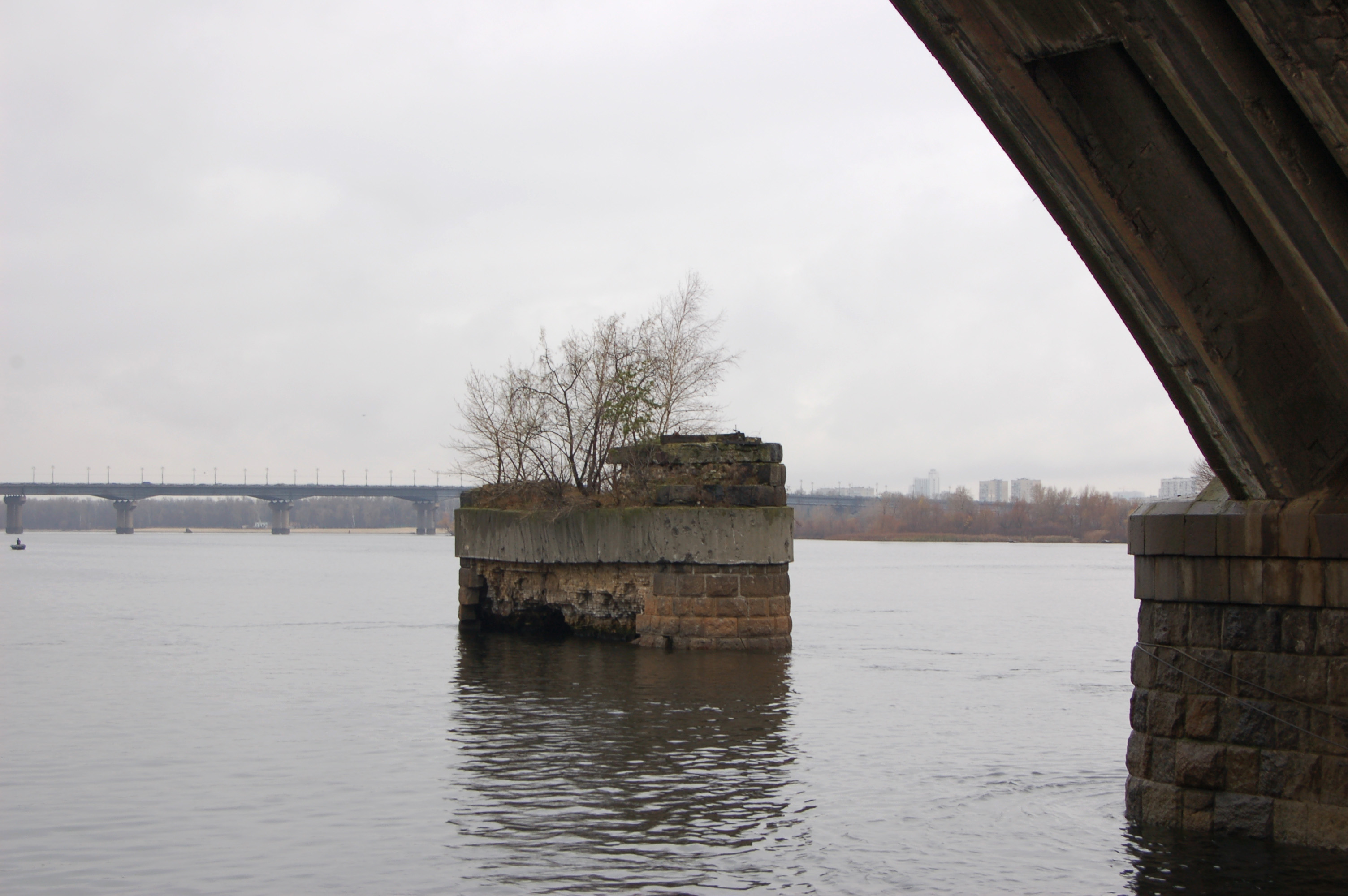
Опора бывшего моста
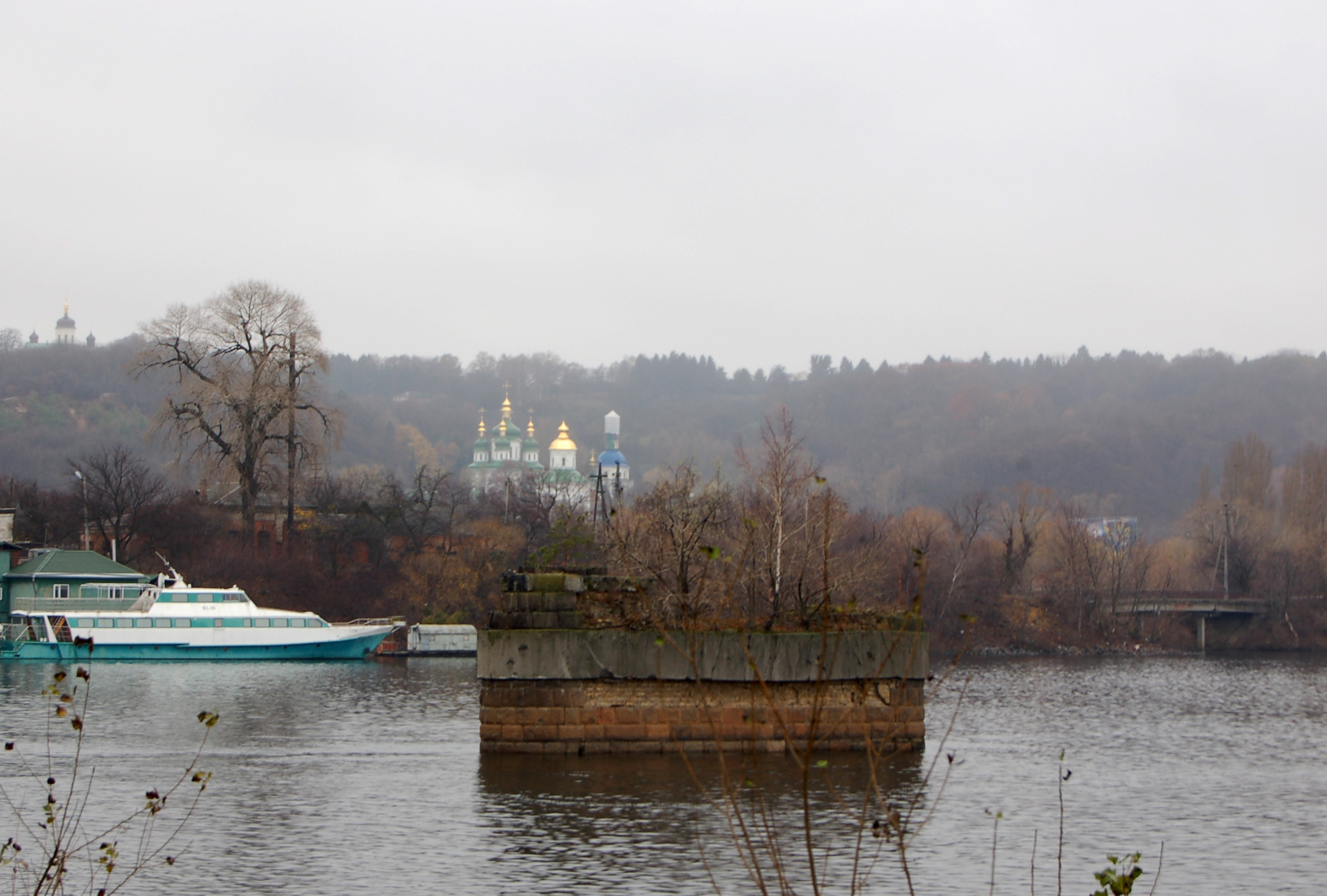
Опора бывшего моста
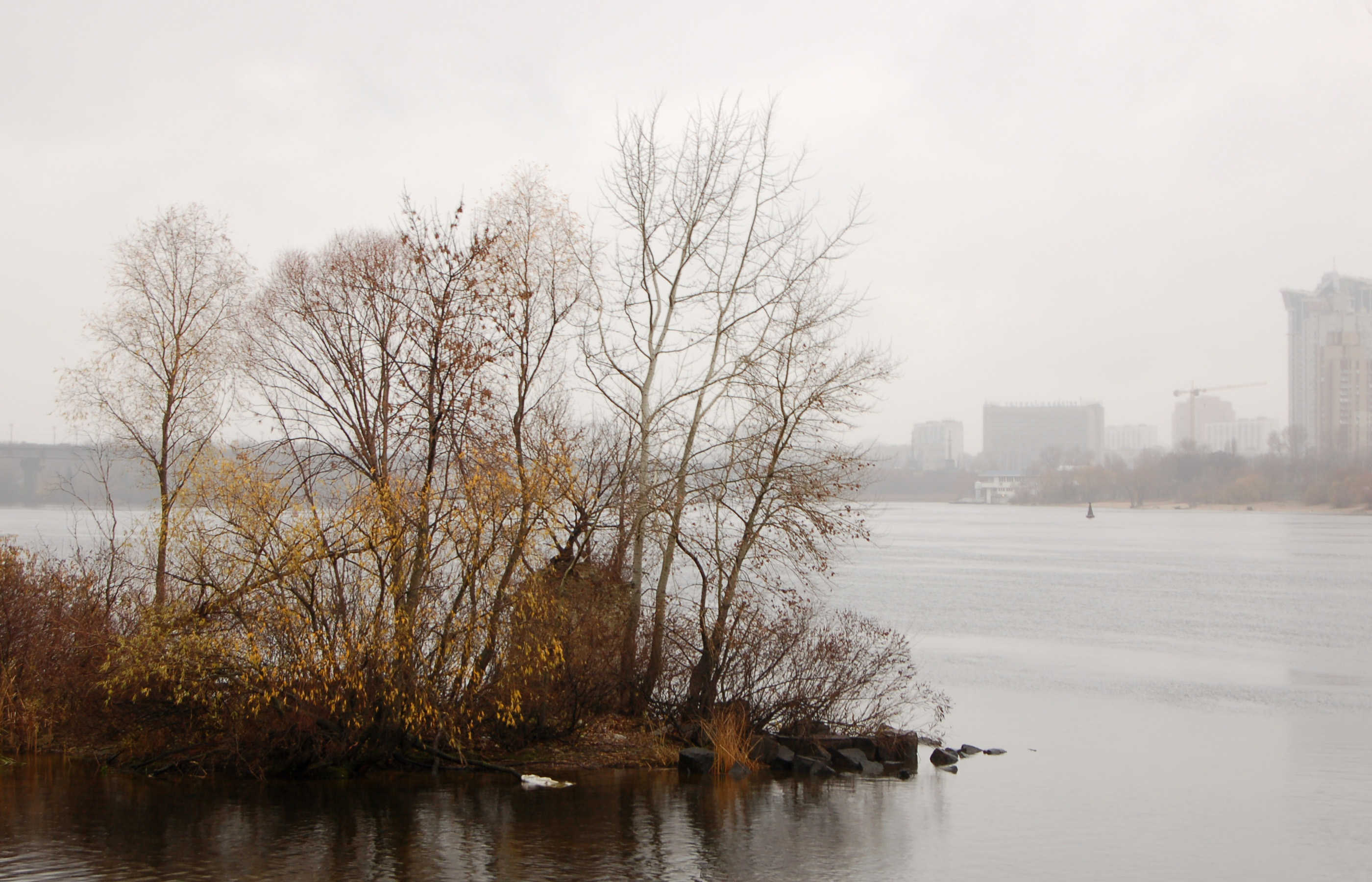
Опора бывшего моста